# Гейб Польськи

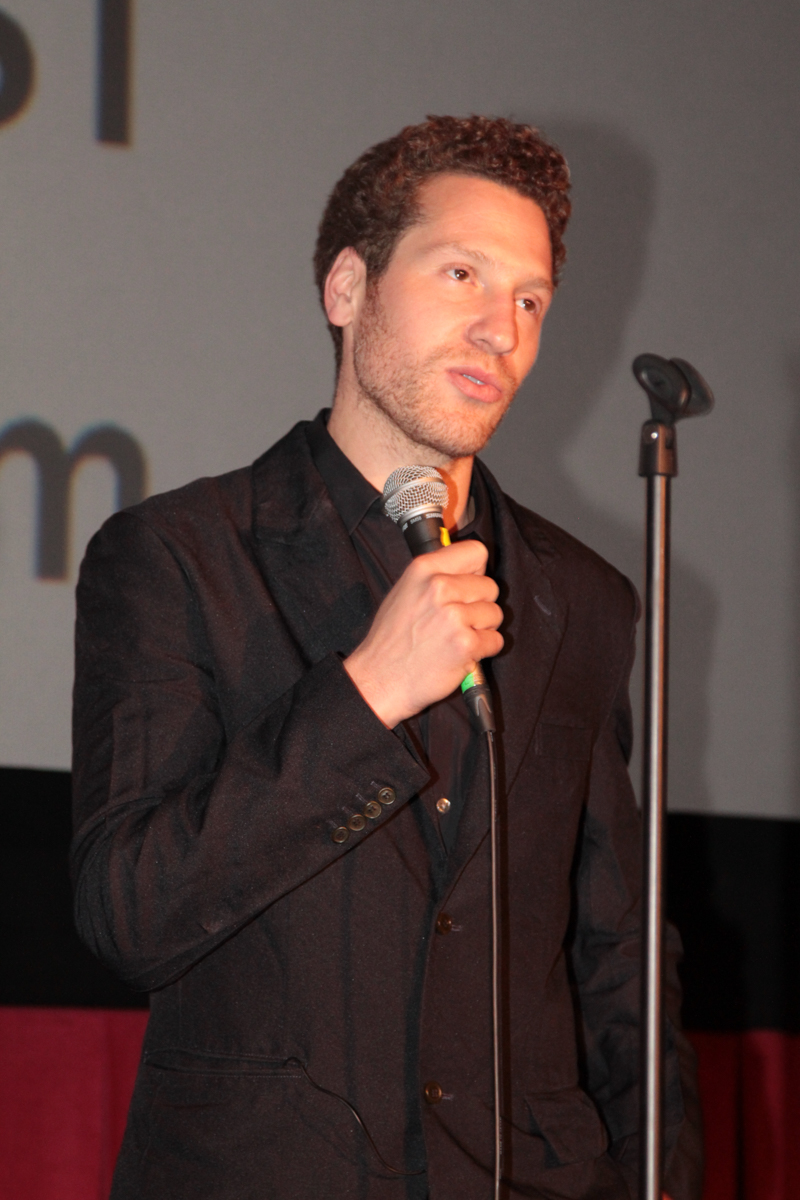
Гейб Польськи

Гейб Польськи (англ. Gabe Polsky; нар. 3 травня 1979) — американський кінорежисер та продюсер.

## Біографія
Народився в США у сім'ї російських емігрантів. Виріс на Північному узбережжі озера Мічиган, на північ від Чикаго.
В юнацтві захоплювався хокеєм. У 13 років його хокейним тренером був один з перших тренерів з колишнього Радянського Союзу, який став тренувати у США. У останні два шкільні роки Гейб Польськи грав у хокей за команду підготовчої школи на Східному узбережжі США. По тому вступив до Єльського університету, де також грав у головній університетській хокейній лізі.
Усвідомивши, що професійна кар'єра в хокеї йому не світить, Гейб Польськи вирішив зайнятися кіно. Разом зі старшим братом Аланом Польськи він продюсував фільм «Поганий лейтенант» та, знову із братом, був режисером стрічки «Мотельне життя» (The Motel Life), у якому знімались Еміль Хірш, Дакота Феннінг та Стівен Дорфф.
У 2014 році Гейб Польськи представив свій авторський документальний фільм «Червона армія», присвячений радянському домінуванню у світовому хокеї під час Холодної війни. Фільм отримав майже суцільно позитивні відгуки кінокритиків — рейтинг 100% на сайті Rotten Tomatoes.

## Творчі задуми
У січні 2015 стало відомо, що Гейб Польськи планує також зняти кінострічку про Валерія Лобановського. Раніше повідомлялося, що брати Польські співпрацюють над стрічкою «Майстер і Маргарита».
У 2022 році вийшов дебютний повнометражний фільм Гейба — «Перехрестя м'ясника» з Ніколасом Кейджем у головній ролі.